# یورا ویلکا
یورا ویلکا (به لاتین: Jora Wielka) یک روستا در لهستان است که در گمینا میکووایکی واقع شده‌است.